# Tanja Jokisch
Tanja Jokisch (geb. 1978) ist eine deutsche Gebärdendolmetscherin. Sie ist über den WDR bekannt, bei dem sie, gemeinsam mit anderen Dolmetschern, die Sendung mit der Maus in die Gebärdensprache übersetzt.

## Leben
Tanja Jokisch schloss 2007 ihr Studium zur Diplom-Psychologin ab. Sie selbst kann hören und beherrscht Lautsprachbegleitende Gebärden und die Deutsche Gebärdensprache.

## Wirken
Jokisch übersetzt, gemeinsam mit anderen, die Sendung mit der Maus, die vom WDR produziert wird, in Gebärdensprache.